# Takumi Horiike
Takumi Horiike (Prefectura de Shizuoka, Japó, 6 de setembre de 1965) és un exfutbolista japonès.

## Selecció japonesa
Takumi Horiike va disputar 58 partits amb la selecció japonesa.